# Ana Zimšek
Ana Zimšek (22 maggio 1995) è un'ex sciatrice alpina slovena.

## Biografia
Attiva in gare FIS e in campo nazionale dal novembre del 2010 al febbraio del 2021, la Zimšek ha vinto la medaglia di bronzo nella combinata ai Campionati sloveni 2018; non ha esordito in Coppa Europa o in Coppa del Mondo e non ha preso parte a rassegne olimpiche o iridate.

## Palmarès

### Campionati sloveni
- 1 medaglia:
  - 1 bronzo (combinata nel 2018)